# Seznam nosilcev spominskega znaka Krakovski gozd 1991
Seznam nosilcev spominskega znaka Krakovski gozd 1991.

## Seznam
(datum podelitve - ime)
- 15. november 2000 - Milan Brulc - Stanislav Duh - Franc Germovšek - Martin Grubar - Lado Hočevar - Robert Kastelic - Robert Kastelic - Janez Lobe - Jože Murn - Srečko Murn - Vlado Preskar (posmrtno) - Bojan Šmajdek